# ولی اوپال

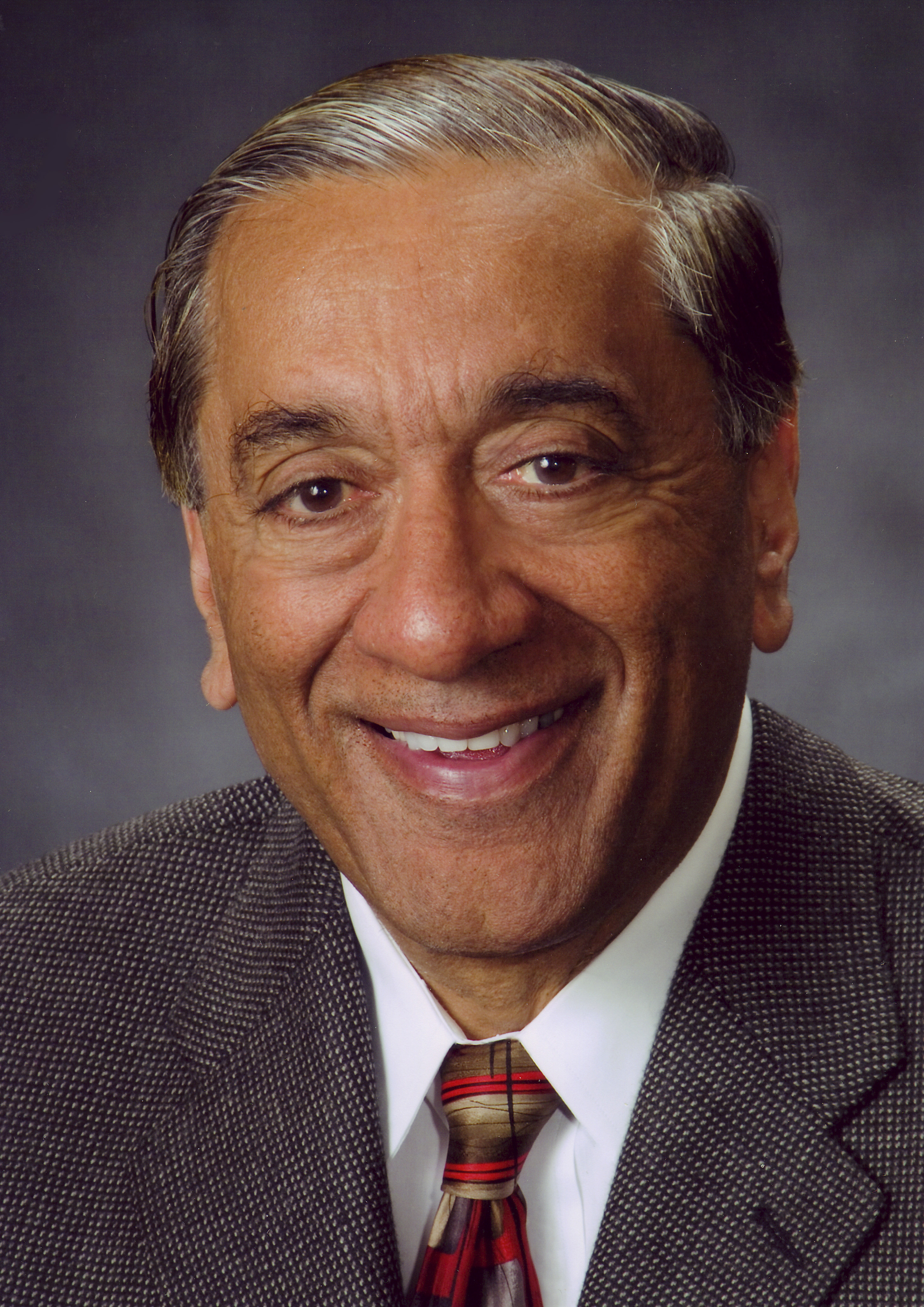
والی اوپال، وکیل و قاضی اسبق کانادایی - ۲۰۱۰

والاس تارو «ولی» اوپال ،(زاده ۱۹۴۰) وکیل کانادایی، قاضی سابق و سیاستمدار استانی است. او بین سال‌های ۲۰۰۵ و ۲۰۰۹، او به عنوان دادستان کل بریتیش کلمبیا و وزیر مسئول چندفرهنگی و همچنین عضو مجلس قانونگذاری بریتیش کلمبیا برای سوار شدن بر ونکوور-فریزرویو به عنوان بخشی از لیبرال‌های بریتیش کلمبیا بود.

## زندگی اولیه و حرفه
اوپال که دارای دو پسر بزرگتر است در ونکوور از پدر و مادری مهاجر از هند به دنیا آمد. پس از اینکه پدرش با شریکی در آنجا یک کارخانه چوب بری را تأسیس کرد، کل خانواده به منطقه دریاچه کوویچان نقل مکان کردند. پس از مرگ پدرش در سن ۱۰ سالگی، مادرش به عنوان خانه‌دار مشغول به کار شد. او در دبیرستان لیک کوویچان تحصیل کرد و در آنجا به عنوان رئیس شورای دانش‌آموزی در سال آخر خدمت کرد و در سال ۱۹۵۸ دانش‌آموخته شد.
پس از مدت کوتاهی کار به عنوان گوینده رادیو، شروع به حضور در دانشگاه بریتیش کلمبیا (UBC) کرد و درآمد خود را با کار در کارخانه‌های چوب‌بری در طول تابستان تکمیل کرد. او در سال ۱۹۶۳ با مدرک کارشناسی از UBC فارغ‌التحصیل شد و پس از آن مدرک حقوق را از دانشکده حقوق UBC در سال 1966او در سال ۱۹۶۷ به کافه فراخوانده شد و در تامپسون مک کانل شروع به کار کرد و در نهایت با دوست جان کمپبل یک مطب خصوصی را در ونکوور جنوبی آغاز کرد.
به توصیه رئیس وقت دادگاه عالی بریتیش کلمبیا آلن مک ایچرن، اوپال در سال ۱۹۸۱ به دادگاه شهرستان ونکوور و در سال ۱۹۸۵ به دادگاه عالی بریتیش کلمبیا منصوب شد. در سال ۲۰۰۳، او به دادگاه استیناف بریتیش کلمبیا منصوب شد و در آنجا خدمت کرد تا اینکه برای انتخاب به مجلس قانون‌گذاری استان استعفا داد. او در ژوئن ۱۹۹۲ به رهبری کمیسیون تحقیق در مورد پلیس در بریتیش کلمبیا منصوب شد و گزارشی را در سال ۱۹۹۴ منتشر کرد که منجر به اصلاحات پلیسی در این استان شد.

## عضو قوه مقننه
در جلسه‌ای با نخست‌وزیر وقت پل مارتین، از اوپال خواسته شد که در انتخابات فدرال برای حزب لیبرال کانادا شرکت کند، اما به دلایل خانوادگی نپذیرفت. او بعدها وارد سیاست استانی به جای، زمانی که او نامزدی خود را برای اعلام لیبرال سال قبل از میلاد در سواری از ونکوور Fraserview در آوریل 2005. او در انتخابات استانی ۲۰۰۵ به عضویت مجلس قانونگذاری (MLA) انتخاب شد و در ژوئن در ژوئن به عنوان دادستان کل استان و وزیر مسئول چندفرهنگی دومین دادستان کل هند و کانادا در بریتیش کلمبیا (اولین دادستان اوجال دوسانجه بود).). او پس از انتصاب به عنوان دادستان کل، مشاور ملکه شد.
برای انتخابات استانی ۲۰۰۹، اوپال به سواری دلتای جنوبی که در آن زندگی می‌کند، روی آورد. در نتایج اولیه در شب انتخابات، اوپال در دلتای جنوبی تنها با اختلاف دو رای نسبت به نامزد مستقل ویکی هانتینگتون پیشتاز بود. در ۲۶ می ۲۰۰۹، بازشماری نشان داد که هانتینگتون تنها با ۳۲ رای اوپال را شکست داده‌است. بازشماری قضایی در ۲ ژوئن پیروزی هانتینگتون را تأیید کرد.